# Estación de Mendrisio
La estación de Mendrisio es la principal estación ferroviaria de la comuna suiza de Mendrisio, en el Cantón del Tesino.

## Historia y situación

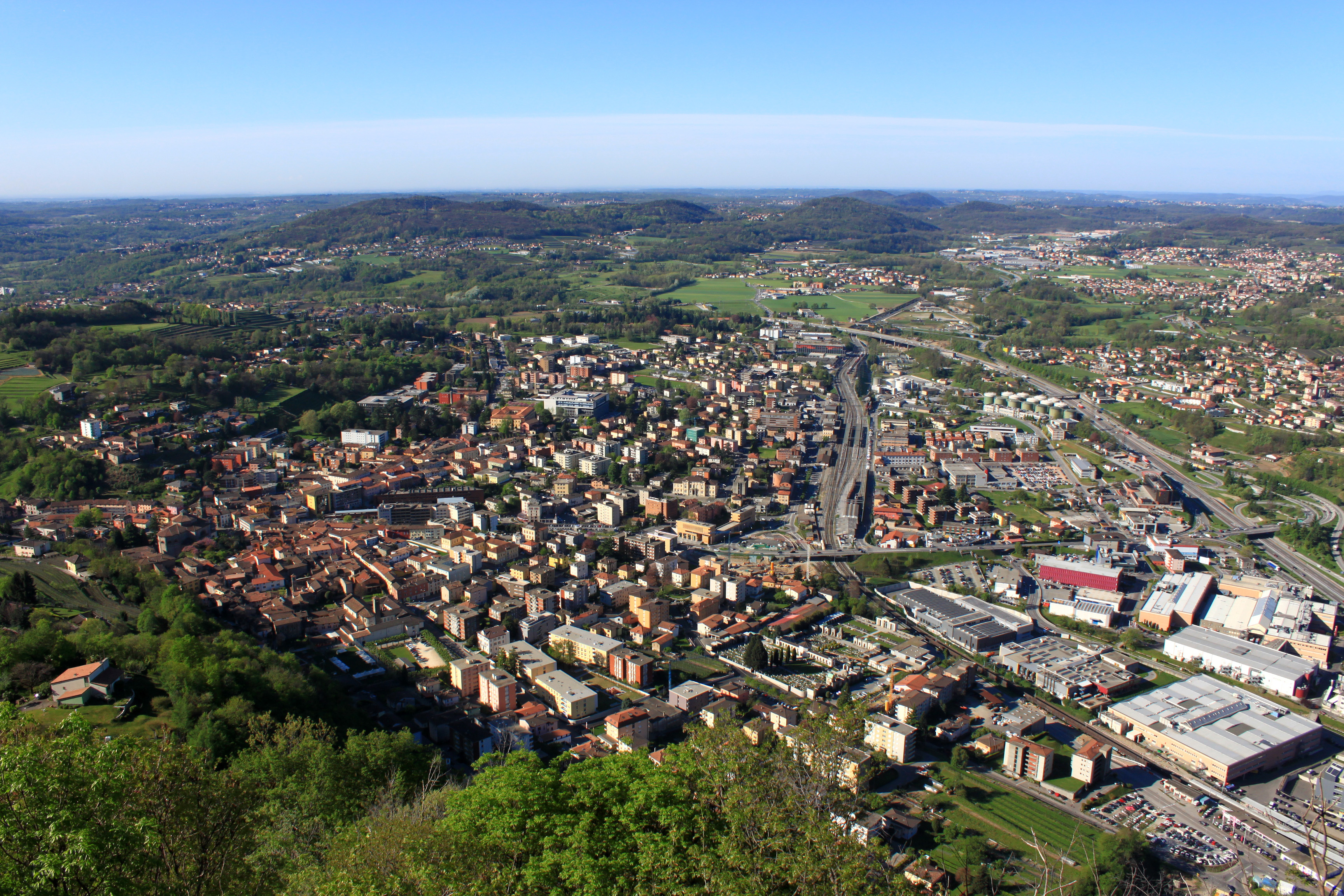
Vista panorámica desde Somazzo. Desde este punto se aprecia Mendrisio, rodeado por las montañas del sur de Ticino. En días despejados, se llega a ver hasta Milán, Italia.

La estación de Mendrisio  fue inaugurada en el año 1874 con la puesta en servicio del tramo Lugano - Chiasso de la línea Immensee - Chiasso, más conocida como la línea del Gotardo, que se inauguraría al completo en 1882. 
Se encuentra ubicada en el suroeste del núcleo urbano de Mendrisio. Cuenta con tres andenes, dos centrales y uno lateral, a los que acceden cuatro vías pasantes. Además existen varias vías muertas para el apartado y estacionamiento de material, y un pequeño cobertizo para guardar vagones.
En términos ferroviarios, la estación se sitúa en la línea Immensee - Chiasso. Sus dependencias ferroviarias colaterales son la estación de Capolago-Riva San Vitale hacia Immensee y la estación de Balerna en dirección Chiasso.

## Servicios Ferroviarios
Los servicios ferroviarios de esta estación están prestados por SBB-CFF-FFS y por TiLo:

### Larga distancia
- IR Basilea SBB - Olten - Lucerna - Arth-Goldau - Schwyz - Brunnen - Flüelen - Erstfeld - Göschenen - Airolo - Faido - Biasca - Bellinzona - Giubiasco - Lugano - Mendrisio - Chiasso
- IR Zúrich - Zug - Arth-Goldau - Schwyz - Brunnen - Flüelen - Erstfeld - Göschenen - Airolo - Faido - Biasca - Bellinzona - Giubiasco - Lugano - Mendrisio - Chiasso

### Regionales
- RE Bellinzona - Chiasso - Milán. Efectúa parada en las principales estaciones del trayecto, y únicamente existe una frecuencia matinal hacia Milán que regresa a Bellinzona por la tarde.

### TiLo
TiLo opera servicios ferroviarios de cercanías, llegando a la estación una línea de cercanías que permiten buenas comunicaciones con las principales ciudades del Cantón del Tesino así como la zona norte de Lombardía. Estos trenes tienen como origen Biasca o Castione-Arbedo, y finalizando su recorrido en Chiasso o Albate-Camerlata, aunque algunos tienen como origen o destino Airolo y Milán respectivamente.
- S 10 (Airolo - Faido -) Biasca - Castione-Arbedo - Bellinzona - Lugano - Mendrisio - Chiasso - Como San Giovanni - Albate-Camerlata